# Бердянское (Запорожская область)
Бердя́нское (укр. Бердянське) — посёлок,
Червонопольский сельский совет,
Бердянский район,
Запорожская область,
Украина.
Код КОАТУУ — 2320686002. Население по переписи 2001 года составляло 570 человек.

## Географическое положение
Посёлок Бердянское находится в балке Широкая, на расстоянии 2,5 км от села Деревецкое.
По посёлку протекает пересыхающий ручей с запрудой.
Рядом проходит автомобильная дорога М-14 (E 58).

## Экономика
- Молочно-товарная ферма.